# Женевський фонтан
Женевський фонтан, Же д'О (фр. Jet d'Eau — «Водяний струмінь») — великий фонтан у Женеві, Швейцарія, один із найвідоміших символів міста, який зображений на офіційному туристичному сайті Женеви. Фонтан розташований там, де озеро Леман переходить у річку Рону; його видно в усьому місті та навіть з повітря, наприклад, під час польоту над Женевою на висоті 10 км.
Під час роботи фонтану 500 л води за секунду викидаються на висоту 150 м. У моменті в повітрі знаходиться приблизно 7000 літрів води.
Вартість роботи фонтану — 510 000 швейцарських франків на рік.

## Історія
Перший Женевський фонтан був встановлений 1886 року на Usine de la Coulouvrenière, трохи нижче за течією від його нинішнього місця розташування. Він використовувався як запобіжний клапан для гідравлічної мережі і міг досягати висоти приблизно 30 м. 1891 року була визнана його естетична цінність, і фонтан перенесли на чинне місце, щоб відзначити Федеральний гімнастичний фестиваль і 600-річчя Швейцарської Конфедерації, коли фонтан уперше ввели в дію. Максимальна висота тоді становила приблизно 90 м.
Фонтан з'являвся у заголовках і вставках британського телесеріалу кінця 1960-х років «The Champions».
Нинішній Женевський фонтан був встановлений 1951 року в частково зануреній насосній станції для перекачування води з озера замість міської води. З 2003 року фонтан працює вдень протягом усього року, окрім випадків заморозків або особливо сильного вітру. Також він працює ввечері навесні та восени, підсвічуючись 21 світлодіодом.
25 серпня 2016 року фонтан відсвяткував 125-річчя на теперішньому місці. З 30 березня до 11 червня 2020 року фонтан не працював через заходи громадського здоров'я, запроваджені у місті у зв'язку з COVID-19.

## Галерея

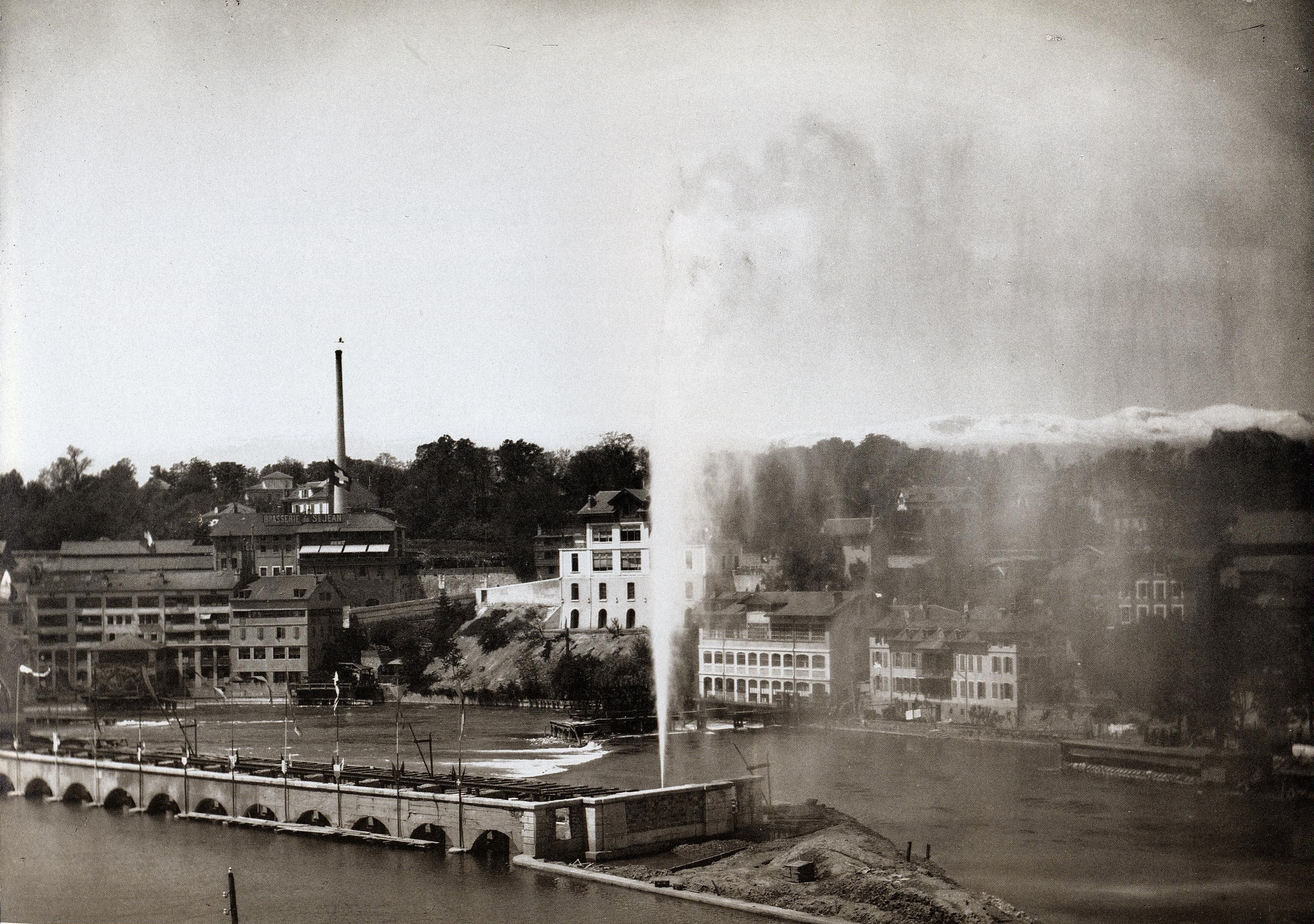
Перший Женевський фонтан, 1886.
Вид з повітря, 1954.
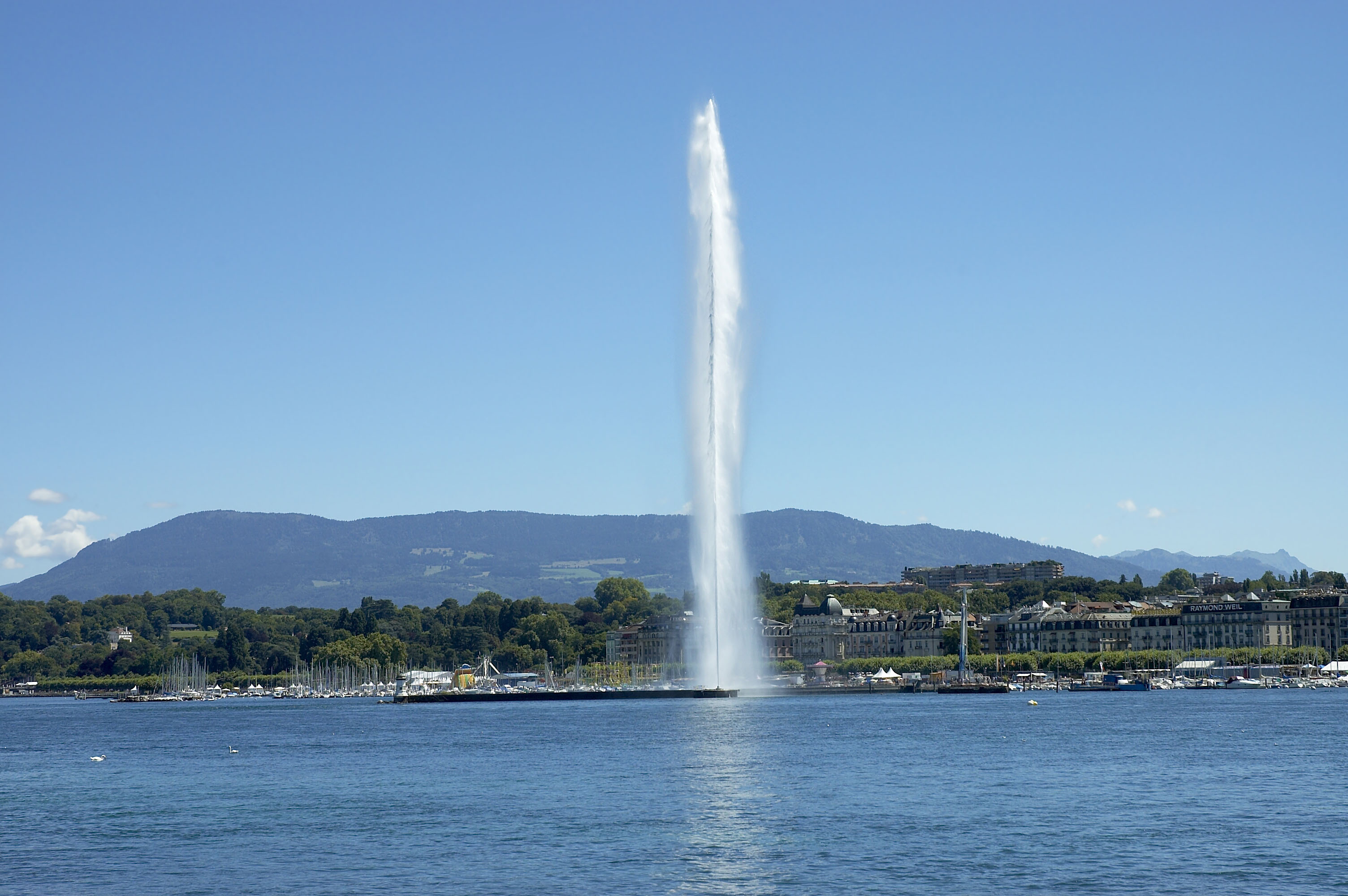
Вид збоку, 2008.
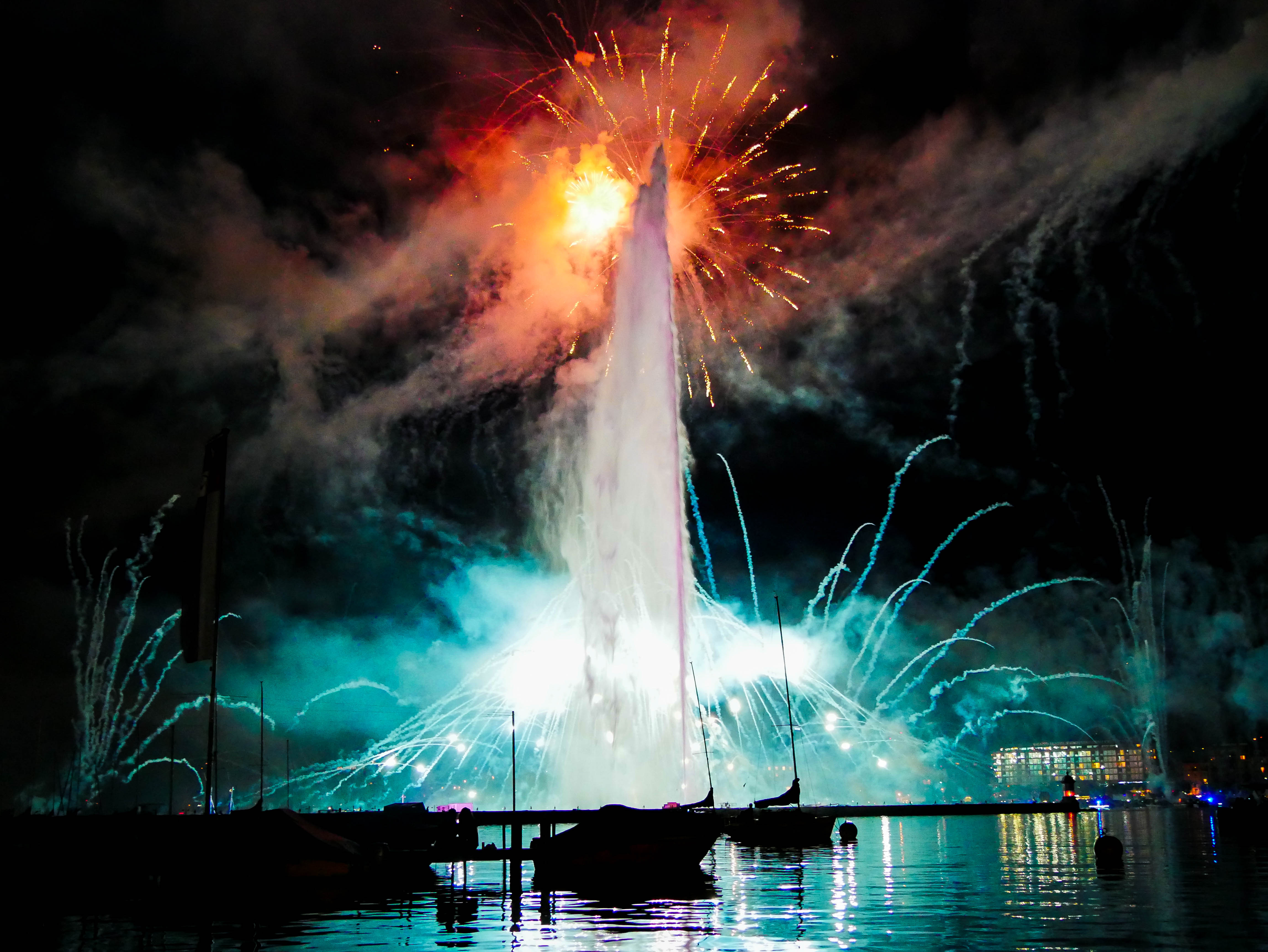
Під час феєрверку, 2016.
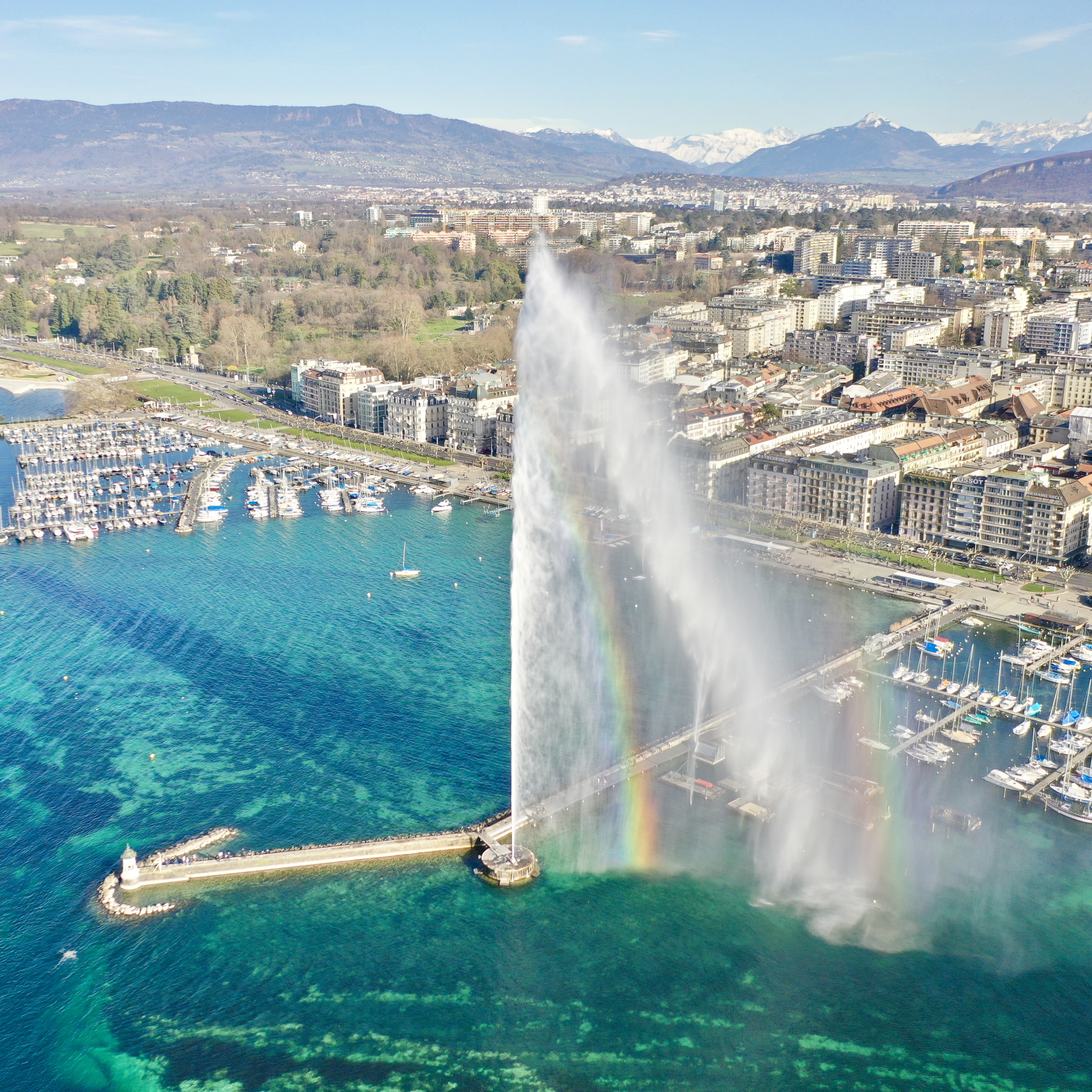
Вид з повітря, 2020.